# Rinorea helicterifolia
Rinorea helicterifolia är en violväxtart som beskrevs av William Grant Craib. Rinorea helicterifolia ingår i släktet Rinorea och familjen violväxter. Inga underarter finns listade i Catalogue of Life.